# Sport-Verein Werder von 1899 II 2011-2012
Questa voce raccoglie le informazioni riguardanti lo Sport-Verein Werder von 1899 II nelle competizioni ufficiali della stagione 2011-2012.

## Stagione
Nella stagione 2011-2012 il Werder Brema II, allenato da Thomas Wolter, concluse il campionato di 3. Liga al 20º posto e fu retrocesso in Regionalliga.

## Rosa
| N. |                     | Ruolo | Calciatore       |
| -- | ------------------- | ----- | ---------------- |
| 1  | Francia (bandiera)  | P     | Jérôme Reisacher |
| 5  | Germania (bandiera) | D     | Alexander Hahn   |
| 6  | Austria (bandiera)  | D     | Kevin Krisch     |
| 7  | Germania (bandiera) | A     | Niklas Hörber    |
| 8  | Germania (bandiera) | C     | Andreas Schön    |
| 9  | Germania (bandiera) | A     | Niclas Füllkrug  |
| 10 | Germania (bandiera) | C     | Florian Nagel    |
| 11 | Germania (bandiera) | A     | Max Wegner       |
| 13 | Germania (bandiera) | C     | Leon Henze       |
| 14 | Germania (bandiera) | D     | Sandro Stallbaum |
| 17 | Germania (bandiera) | C     | Özkan Yıldırım   |
| 18 | Germania (bandiera) | C     | Felix Kroos      |
| 20 | Germania (bandiera) | C     | Malte Grashoff   |
| 22 | Germania (bandiera) | P     | Tobias Duffner   |
| 23 | Germania (bandiera) | C     | Malte Beermann   |
| 25 | Germania (bandiera) | C     | Tom Trybull      |
| 26 | Germania (bandiera) | D     | Florian Hartherz |
| 27 | Germania (bandiera) | D     | Oliver Hüsing    |

| N. |                     | Ruolo | Calciatore            |
| -- | ------------------- | ----- | --------------------- |
| 31 | Serbia (bandiera)   | C     | Predrag Stevanović    |
| 33 | Germania (bandiera) | P     | Christian Vander      |
| 34 | Serbia (bandiera)   | C     | Aleksandar Stevanović |
| 35 | Germania (bandiera) | C     | Florian Trinks        |
| 36 | Germania (bandiera) | A     | Lennart Thy           |
| 37 | Nigeria (bandiera)  | D     | Leon Balogun          |
| 38 | Germania (bandiera) | D     | Clemens Schoppenhauer |
| 39 | Germania (bandiera) | P     | Bernd Düker           |
| 42 | Svezia (bandiera)   | A     | Denni Avdić           |
| 43 | Germania (bandiera) | D     | Marcus Młynikowski    |
| 45 | Germania (bandiera) | D     | Aljoscha Hyde         |
| 46 | Turchia (bandiera)  | A     | Onur Ayık             |
| 47 | Germania (bandiera) | D     | Jonathan Schmude      |
| 57 | Germania (bandiera) | D     | Lukas Reineke         |
| 67 | Germania (bandiera) | D     | Cimo Röcker           |
| 68 | Germania (bandiera) | C     | Tobias Schwede        |
|    | Germania (bandiera) | P     | Bernd Lichtenstein    |
|    | Germania (bandiera) | C     | Ben Westendorf        |

## Organigramma societario
Area tecnica
- Allenatore: Thomas Wolter
- Allenatore in seconda:
- Preparatore dei portieri: Michael Jürgen
- Preparatori atletici:

## Calciomercato

### Sessione estiva
| Acquisti | Acquisti              | Acquisti         | Acquisti |
| R.       | Nome                  | da               | Modalità |
| -------- | --------------------- | ---------------- | -------- |
| D        | Florian Hartherz      | Wolfsburg II     |          |
| P        | Bernd Düker           | Werder Brema U19 |          |
| C        | Malte Grashoff        | Werder Brema U19 |          |
| C        | Leon Henze            | Wolfsburg U19    |          |
| A        | Niklas Hörber         | Norimberga II    |          |
| D        | Aljoscha Hyde         | Werder Brema U19 |          |
| P        | Jérôme Reisacher      | Friburgo II      |          |
| D        | Jonathan Schmude      | Werder Brema U19 |          |
| C        | Andreas Schön         | Aalen            |          |
| C        | Aleksandar Stevanović | Schalke 04 U19   |          |
| C        | Tom Trybull           | Hansa Rostock    |          |
| A        | Max Wegner            | SV Wilhelmshaven |          |
| C        | Ben Westendorf        | Oberneuland      |          |

| Cessioni | Cessioni              | Cessioni              | Cessioni |
| R.       | Nome                  | a                     | Modalità |
| -------- | --------------------- | --------------------- | -------- |
| C        | Kevin Schindler       | St. Pauli             |          |
| C        | Henning Grieneisen    | Sportfreunde Lotte    |          |
| C        | Kevin Artmann         | TuS Heeslingen        |          |
| C        | Yannis Becker         | Kickers Stoccarda     |          |
| C        | Bernd Gerdes          | Hessen Kassel         |          |
| D        | Alexander Hessel      | TuS Heeslingen        |          |
| C        | José Ikeng            | Ingolstadt 04         |          |
| D        | Jannik Löhden         | Hannover 96 II        |          |
| C        | Kevin Maek            | Alemannia Aquisgrana  |          |
| P        | Sebastian Patzler     | Kickers Emden         |          |
| C        | Stefan Ronneburg      | Carl Zeiss Jena       |          |
| D        | Felix Schiller        | RW Oberhausen         |          |
| D        | Dominik Schmidt       | Eintracht Francoforte |          |
| D        | Clemens Schoppenhauer | Werder Brema          |          |
| A        | Pascal Testroet       | Kickers Offenbach     |          |
| A        | Timmy Thiele          | Schalke 04 II         |          |
| A        | John Thöle            | Wiedenbrück           |          |
| D        | Thorsten Tönnies      | Rehden                |          |
| P        | Felix Wiedwald        | Duisburg              |          |

### Sessione invernale
| Acquisti | Acquisti | Acquisti | Acquisti |
| R.       | Nome     | da       | Modalità |
| -------- | -------- | -------- | -------- |

| Cessioni | Cessioni | Cessioni | Cessioni |
| R.       | Nome     | a        | Modalità |
| -------- | -------- | -------- | -------- |

## Risultati

### 3. Liga

#### Girone di andata
| Arbitro: | Kampka |

|                    |           |          |
| Wohlfarth 60’, 62’ | Marcatori | 40’ Hahn |

| Arbitro: | Helwig |

|                 |           |                                              |
| Kroos 8’ (rig.) | Marcatori | 28’ Müller 30’, 80’ Schweinsteiger 46’ Klauß |

| Arbitro: | Stein |

|           |           |  |
| Manno 72’ | Marcatori |  |

| Arbitro: | Schmickartz |

|               |           |             |
| Stallbaum 86’ | Marcatori | 12’ Glasner |

| Arbitro: | Siewer |

|                    |           |  |
| Ziemer 3’ Laux 90’ | Marcatori |  |

| Brema 21 agosto 2011, ore 14:00 CEST 6ª giornata | Werder Brema II | 0 – 0 referto | Preußen Münster | Weserstadion - Platz 11 (1 612 spett.)\| Arbitro: \| Sönder \| |
| Arbitro:                                         | Sönder          |               |                 |                                                                |

| Arbitro: | Rohde |

|             |           |  |
| Göhlert 17’ | Marcatori |  |

| Arbitro: | Dietz |

|  |           |                                           |
|  | Marcatori | 11’ Testroet 16’, 76’ Costa 31’ Lamprecht |

| Arbitro: | Thomsen |

|  |           |                      |
|  | Marcatori | 55’ Wagner 86’ Nagel |

| Arbitro: | Valentin |

|  |           |                            |
|  | Marcatori | 4’ Garbuschewski 72’ Wilke |

| Arbitro: | Siewer |

|             |           |           |
| Willers 19’ | Marcatori | 43’ Nagel |

| Arbitro: | Göpferich |

|                    |           |                      |
| Thy 83’ Wagner 88’ | Marcatori | 25’ Šimák 29’ Hähnge |

| Arbitro: | Rohde |

|                           |           |                                     |
| Stroh-Engel 8’ Müller 49’ | Marcatori | 75’, 83’ Füllkrug 79’ (rig.) Wagner |

| Arbitro: | Seidel |

|  |           |                       |
|  | Marcatori | 58’ Kandziora 87’ Ulm |

| Arbitro: | Aarnink |

|                              |           |                 |
| Trinks 64’ Füllkrug 67’, 68’ | Marcatori | 78’ (aut.) Hahn |

| Arbitro: | Stegemann |

|            |           |              |
| Salger 70’ | Marcatori | 78’ Grashoff |

| Arbitro: | Brand |

|  |           |                                                          |
|  | Marcatori | 24’ Lechleiter 28’ Haller 62’ (rig.) Dausch 73’ Bergheim |

| Arbitro: | Thomsen |

|                                |           |  |
| Steegmann 27’ (rig.) Latza 68’ | Marcatori |  |

| Arbitro: | Stein |

|                        |           |                                  |
| Balogun 19’ Wegner 49’ | Marcatori | 6’, 34’ (rig.) Agyemang 30’ Rahn |

#### Girone di ritorno
| Arbitro: | Gerach |

|              |           |            |
| Füllkrug 57’ | Marcatori | 48’ Janjić |

| Arbitro: | Blos |

|                                  |           |                             |
| Müller 1’ Alibaz 63’ Laurito 83’ | Marcatori | 45’ Wegner 90’ (rig.) Kroos |

| Arbitro: | Göpferich |

|         |           |             |
| Ayık 6’ | Marcatori | 13’ Morabit |

| Arbitro: | Unger |

|                                        |           |            |
| Glasner 54’ Mokhtari 74’ Zielinsky 90’ | Marcatori | 24’ Wegner |

| Arbitro: | Rohde |

|                       |           |                              |
| Kroos 12’, 18’ (rig.) | Marcatori | 62’ Eggert 70’ (rig.) Sieger |

| Münster 10 febbraio 2012, ore 19:00 CET 25ª giornata | Preußen Münster | 0 – 0 referto | Werder Brema II | Preußenstadion (5 120 spett.)\| Arbitro: \| Schmickartz \| |
| Arbitro:                                             | Schmickartz     |               |                 |                                                            |

| Arbitro: | Siewer |

|                  |           |                 |
| Balogun 90’, 90’ | Marcatori | 65’ Schnatterer |

| Arbitro: | Seidel |

|                                           |           |  |
| Testroet 10’ Kleineheismann 47’ Hesse 75’ | Marcatori |  |

| Arbitro: | Aarnink |

|         |           |                |
| Thy 33’ | Marcatori | 63’ Amachaibou |

| Arbitro: | Steinhaus-Webb |

|                    |           |  |
| Tüting 2’ Fink 28’ | Marcatori |  |

| Arbitro: | Dietz |

|  |           |               |
|  | Marcatori | 44’ Terranova |

| Arbitro: | Steinberg |

|                                  |           |           |
| Ramaj 23’ Boskovic 31’ Fries 80’ | Marcatori | 45’ Schön |

| Arbitro: | Valentin |

|              |           |                          |
| Boenisch 75’ | Marcatori | 18’ Müller 42’ Makarenko |

| Arbitro: | Sönder |

|                             |           |  |
| Pischorn 53’ Ulm 71’ (rig.) | Marcatori |  |

| Arbitro: | Cortus |

|             |           |  |
| Schwenk 56’ | Marcatori |  |

| Arbitro: | Beitinger |

|  |           |                           |
|  | Marcatori | 13’ Hennings 30’ Kachunga |

| Arbitro: | Schmickartz |

|                             |           |  |
| Kister 8’ Dausch 84’ (rig.) | Marcatori |  |

| Arbitro: | Alt |

|  |           |                                         |
|  | Marcatori | 6’, 24’ Hesse 80’ Steegmann 90’ Gaebler |

| Arbitro: | Thomsen |

|              |           |  |
| Kullmann 77’ | Marcatori |  |

## Statistiche

### Statistiche di squadra
| Competizione | Punti | In casa | In casa | In casa | In casa | In casa | In casa | In trasferta | In trasferta | In trasferta | In trasferta | In trasferta | In trasferta | Totale | Totale | Totale | Totale | Totale | Totale | DR  |
| Competizione | Punti | G       | V       | N       | P       | Gf      | Gs      | G            | V            | N            | P            | Gf           | Gs           | G      | V      | N      | P      | Gf     | Gs     | DR  |
| ------------ | ----- | ------- | ------- | ------- | ------- | ------- | ------- | ------------ | ------------ | ------------ | ------------ | ------------ | ------------ | ------ | ------ | ------ | ------ | ------ | ------ | --- |
| 3. Liga      | 22    | 19      | 2       | 7       | 10      | 17      | 38      | 19           | 2            | 3            | 14           | 12           | 32           | 38     | 4      | 10     | 24     | 29     | 70     | -41 |
| Totale       | 22    | 19      | 2       | 7       | 10      | 17      | 38      | 19           | 2            | 3            | 14           | 12           | 32           | 38     | 4      | 10     | 24     | 29     | 70     | -41 |

### Andamento in campionato
| Giornata  | 1  | 2  | 3  | 4  | 5  | 6  | 7  | 8  | 9  | 10 | 11 | 12 | 13 | 14 | 15 | 16 | 17 | 18 | 19 | 20 | 21 | 22 | 23 | 24 | 25 | 26 | 27 | 28 | 29 | 30 | 31 | 32 | 33 | 34 | 35 | 36 | 37 | 38 |
| --------- | -- | -- | -- | -- | -- | -- | -- | -- | -- | -- | -- | -- | -- | -- | -- | -- | -- | -- | -- | -- | -- | -- | -- | -- | -- | -- | -- | -- | -- | -- | -- | -- | -- | -- | -- | -- | -- | -- |
| Luogo     | T  | C  | T  | C  | T  | C  | T  | C  | T  | C  | T  | C  | T  | C  | C  | T  | C  | T  | C  | C  | T  | C  | T  | C  | T  | C  | T  | C  | T  | C  | T  | C  | T  | T  | C  | T  | C  | T  |
| Risultato | P  | P  | P  | N  | P  | N  | P  | P  | V  | P  | N  | N  | V  | P  | V  | N  | P  | P  | P  | N  | P  | N  | P  | N  | N  | V  | P  | N  | P  | P  | P  | P  | P  | P  | P  | P  | P  | P  |
| Posizione | 15 | 20 | 20 | 18 | 20 | 19 | 20 | 20 | 20 | 20 | 20 | 19 | 18 | 19 | 18 | 18 | 19 | 20 | 20 | 19 | 20 | 20 | 20 | 20 | 20 | 20 | 20 | 20 | 20 | 20 | 20 | 20 | 20 | 20 | 20 | 20 | 20 | 20 |

Legenda:

Luogo: C = Casa; T = Trasferta. Risultato: V = Vittoria; N = Pareggio; P = Sconfitta.

### Statistiche dei giocatori
| D. Avdić         | 11 | 0 | 0 | 0 |
| O. Ayık          | 11 | 1 | 0 | 0 |
| L. Balogun       | 20 | 3 | 4 | 0 |
| M. Beermann      | 1  | 0 | 0 | 0 |
| S. Boenisch      | 3  | 1 | 0 | 0 |
| T. Duffner       | 1  | 0 | 0 | 0 |
| B. Düker         | 8  | 0 | 1 | 0 |
| N. Füllkrug      | 22 | 5 | 1 | 0 |
| M. Grashoff      | 26 | 1 | 7 | 0 |
| A. Hahn          | 23 | 1 | 4 | 0 |
| F. Hartherz      | 10 | 0 | 1 | 0 |
| L. Henze         | 26 | 0 | 2 | 0 |
| A. Hyde          | 13 | 0 | 0 | 0 |
| N. Hörber        | 15 | 0 | 0 | 0 |
| O. Hüsing        | 1  | 0 | 0 | 0 |
| M. Jürgen        | 0  | 0 | 0 | 0 |
| K. Krisch        | 7  | 0 | 1 | 0 |
| F. Kroos         | 25 | 4 | 6 | 0 |
| B. Lichtenstein  | 0  | 0 | 0 | 0 |
| M. Młynikowski   | 9  | 0 | 1 | 1 |
| F. Nagel         | 30 | 2 | 4 | 0 |
| L. Reineke       | 0  | 0 | 0 | 0 |
| J. Reisacher     | 0  | 0 | 0 | 0 |
| C. Röcker        | 2  | 0 | 0 | 0 |
| J. Schmude       | 16 | 0 | 2 | 0 |
| C. Schoppenhauer | 25 | 0 | 1 | 1 |
| T. Schwede       | 0  | 0 | 0 | 0 |
| A. Schön         | 30 | 1 | 7 | 0 |
| S. Stallbaum     | 24 | 1 | 3 | 0 |
| A. Stevanović    | 17 | 0 | 3 | 0 |
| P. Stevanović    | 12 | 0 | 1 | 0 |
| L. Thy           | 22 | 2 | 4 | 0 |
| F. Trinks        | 17 | 1 | 4 | 0 |
| T. Trybull       | 17 | 0 | 3 | 0 |
| C. Vander        | 29 | 0 | 2 | 0 |
| S. Wagner        | 9  | 3 | 2 | 0 |
| M. Wegner        | 32 | 3 | 0 | 0 |
| B. Westendorf    | 0  | 0 | 0 | 0 |
| Ö. Yildirim      | 0  | 0 | 0 | 0 |